# Буш, Отто
Йенс Отто Буш (дат. Jens Otto Busch; 16 августа 1904, Копенгаген — 13 января 1983, Форевейле, Зеландия) — датский хоккеист на траве, нападающий. Участник летних Олимпийских игр 1928, 1936 и 1948 годов.

## Биография
Отто Буш родился 16 августа 1904 года в датском городе Копенгаген.
Играл в хоккей на траве за «Копенгаген», затем за «Сковсховед» из Клампенборга.
В 1928 году вошёл в состав сборной Дании по хоккею на траве на летних Олимпийских играх в Амстердаме, поделившей 5-6-е места. Играл на позиции нападающего, провёл 4 матча, мячей не забивал.
В 1936 году вошёл в состав сборной Дании по хоккею на траве на летних Олимпийских играх в Берлине, поделившей 7-9-е места. Играл на позиции нападающего, провёл 3 матча, забил 1 мяч в ворота сборной Афганистана.
В 1948 году вошёл в состав сборной Дании по хоккею на траве на летних Олимпийских играх в Лондоне, занявшей 13-е место. Играл на позиции нападающего, провёл 1 матч, мячей не забивал.
В 1925—1948 годах провёл за сборную Дании 17 матчей.
Умер 13 января 1983 года в датском районе Форевейле.